# Принтер чеків

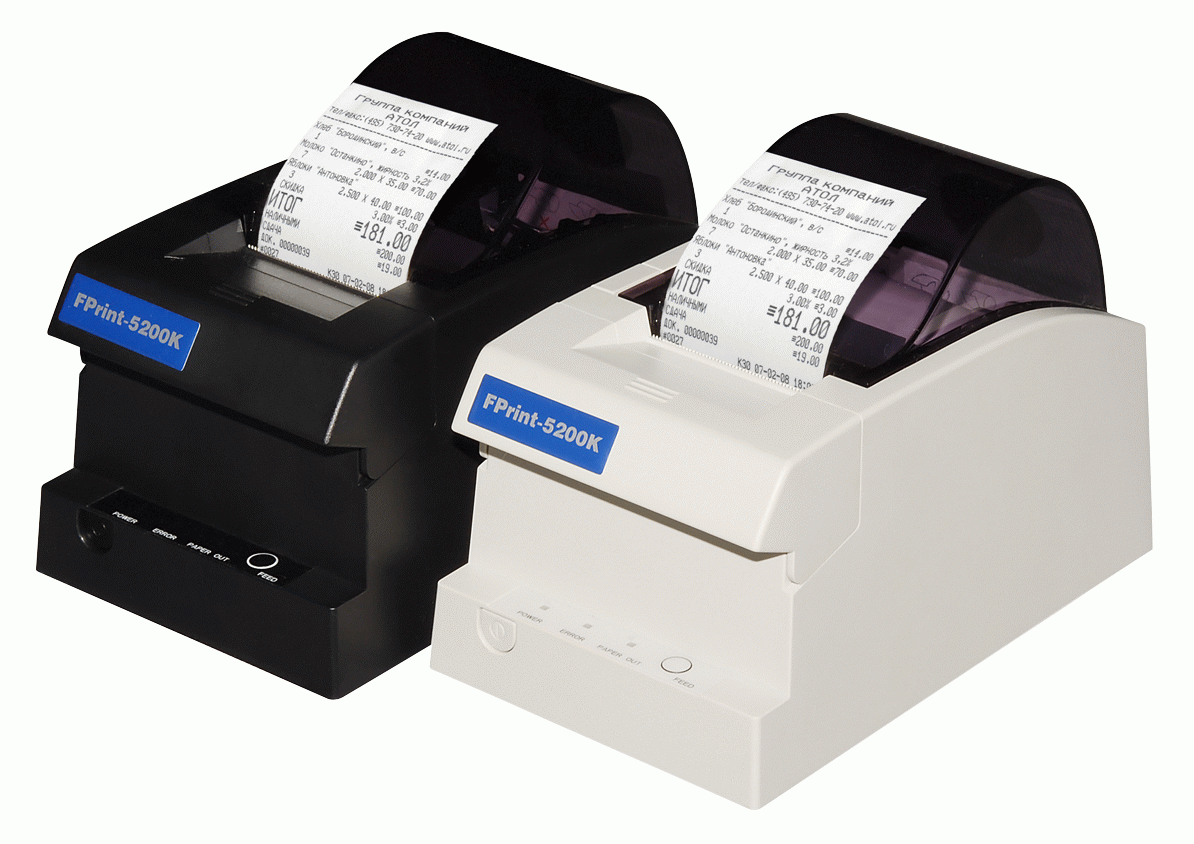

Чековий принтер — це спеціальний принтер, призначений для друку чеків чи білетів. Чекові принтери поділяються на термопринтери та матричні чекові принтери. Своє застосування чековий принтер находить у складі платіжних систем, касових місць, POS-систем, у платіжних системах готелів, ресторанів і кафе. Різновиди: термопринтери, матричні, підкладні, кіоск-принтери, мобільні чекові принтери.

## Інтерфейс
Основні інтерфейси підключення чекових принтерів до обладнання: RS-232, USB, LAN, Wi-Fi, Bluetooth, LPT.

## Загальна інформація
Зверніть увагу, що чекові термопринтери використовують метод прямого термодруку — чеки, надруковані у такий спосіб, не довговічні.